# Сергеј Ћук
Сергеј Ћук (Љубиње, 3. август 1967 — Требиње, 4. јануар 2014) био је пјесник и умјетник, родом из Љубиња, гдје је цијели живот живио и стварао.

## Биографија
Сергеј је прворођени син Стане Богдановић (1947) из Љубиња, и Ратомира Ћука (1941) из Крајпоља. Родио се у Љубињу, у освит 3. августа 1967. године. Читав свој животни и радни вијек је провео у родном граду, у улици Новице Домазета бр.4.
Сергеј је у петој години живота научио слова, па су га родитељи уписали у школу већ у шестој. Био је солидан ученика, али је већ од трећег разреда морао да се носи са дијабетесом, што га је прилично ометало у развоју. Због болести се тешко одвајао од родитеља, па је у Љубињу завршио и Економску школу, а од Педагошке академије, коју је уписао у Мостару, морао је да одустане из здравствених разлога.
Већ у Основној школи настоји да се издвоји из просјечности, па је са неколико другова покренуо школски часопис „Наша ријеч", у коме је објавио своје прве прозне и пјесничке радове. Као школарац, објавио је пјесме у мостарској „Слободи".
Послије завршене средње школе, радио је као конобар, диск-џокеј, радник на откупу дувана, портир и архивар у предузећу ,, Промет", а на крају као умјетнички директор позоришта младих „Гимназијалац" .
Осим оснивања позоришта за младе „Гимназијалац"( крајем 1994. године), Сергеј је организовао фестивал „Дјеца пјевају хитове", био организатор првих уличних трка 2000. године, снимио први ЦД пјевачке групе ,,Љубињски звуци", активно радио у СПКД ,,Просвјета", организовао је први фестивал омладинских позоришта Републике Српске, организовао фестивал рецитатора предшколског узраста „Мала-велика срца", покренуо Омладински радио, издао три збирке пјесама.
За свој рад и залагање добио је два велика признања, и то: Награда „Владимир Кезић-Кеза", за цјелокупни допринос развоју културе младих у Републици Српској, и Признање Општине Љубиње, за вишегодишњи допринос културном стваралаштву и афирмацији вриједности стваралаштва у области позоришне дјелатности.
Након дугогодишње борбе са дијабетесом, изгубио је рат. Сергеј Ћук је умро 4. јануара 2014. године у Требињу. Исте године, 3. августа, откривен је споменик преминулом љубињском пјеснику и истакнутом културном ствараоцу Сергеју Ћуку. Споменик је постављен у Градском парку у Љубињу.

## Књижевни рад
Прва збирка пјесама „Горак осмех" објављена му је у Никшићу 1994. године, у издању СПКД „Просвјета" Љубиње. Пјесме у овој збирци настале су углавном 1992. и 1993 (37 пјесама), а неколико пјесама је из 1986. и 1988. године. Пјесме из 90-тих су настале као одраз Сергејевог незадовољства што са својим вршњациме није могао да оде на ратиште. Радни наслов збирке био је „Рак рана", али на наговор свога оца, који је био и рецензент ове збирке, мијења наслов у „Горак осмех". Збирка је издата у Никшићу, у 500 примјерака, и на Видовдан те године угледала свјетлост дана.
Охрабрен успјехом прве збирке, чије је друго издање објављено 1995. у 1000 примјерака, Сергеј пише нове пјесме и припрема нову збирку. Друга збирка пјесама, под насловом „Међ' камењем и звијежђем", у издању СПКД „Просвјета" Љубиње и Омладинског центра Ваљево, објављена је 6. јуна 1996. године. Збирка је састављена од три циклуса. Први, "Рођен у камену", скуп је патриотских пјесама посвећених Херцеговини, други, "Нешто између" је са разноликим темама, а трећи, "Далека звезда" је скуп љубавних пјесама. 
Послије објављивања ове збирке, Сергеј је примљен у Удружење књижевника Републике Српске, 2. маја 1997. године.
Трећа збирка „Одговори" се појавила тек послије 14 година. У међувремену, Сергеј је доста радио у позоришту, организовао фестивале, активно радио у „Просвјети“, а пјесме скоро да није писао. Негдје око 2005. године родила се идеја да објави још једну збирку састављену од већ објављених и нових пјесама. Дуго је радио на изгледу књиге и желио да тираж буде 1000 примјерака. Књигу је објавио у издању Књижевне заједнице ,, Јован Дучић“ из Требиња, 2010. године.
Посебан осврт на Сергејеву поезију дао је професор Гедеон Стајић у Антологији савремене српске лирике у Источној Херцеговини, „Херцеговачки вијенац“, гдје је Сергеј заступљен са двадесет пјесама.